# S Ori 67
S Ori 67 ist ein L-Zwerg (Spektralklasse L5±2) im Sternbild Orion. Er wurde 2000 von Maria Rosa Zapatero Osorio et al. entdeckt.